# Vásárosnamény
Vásárosnamény város Szabolcs-Szatmár-Bereg vármegyében, a Vásárosnaményi járás székhelye. Hozzá tartozik 1969 óta Vitka, továbbá az 1939-ben Gergelyi és Ugornya egyesítésével keletkezett Gergelyiugornya.

## Fekvése

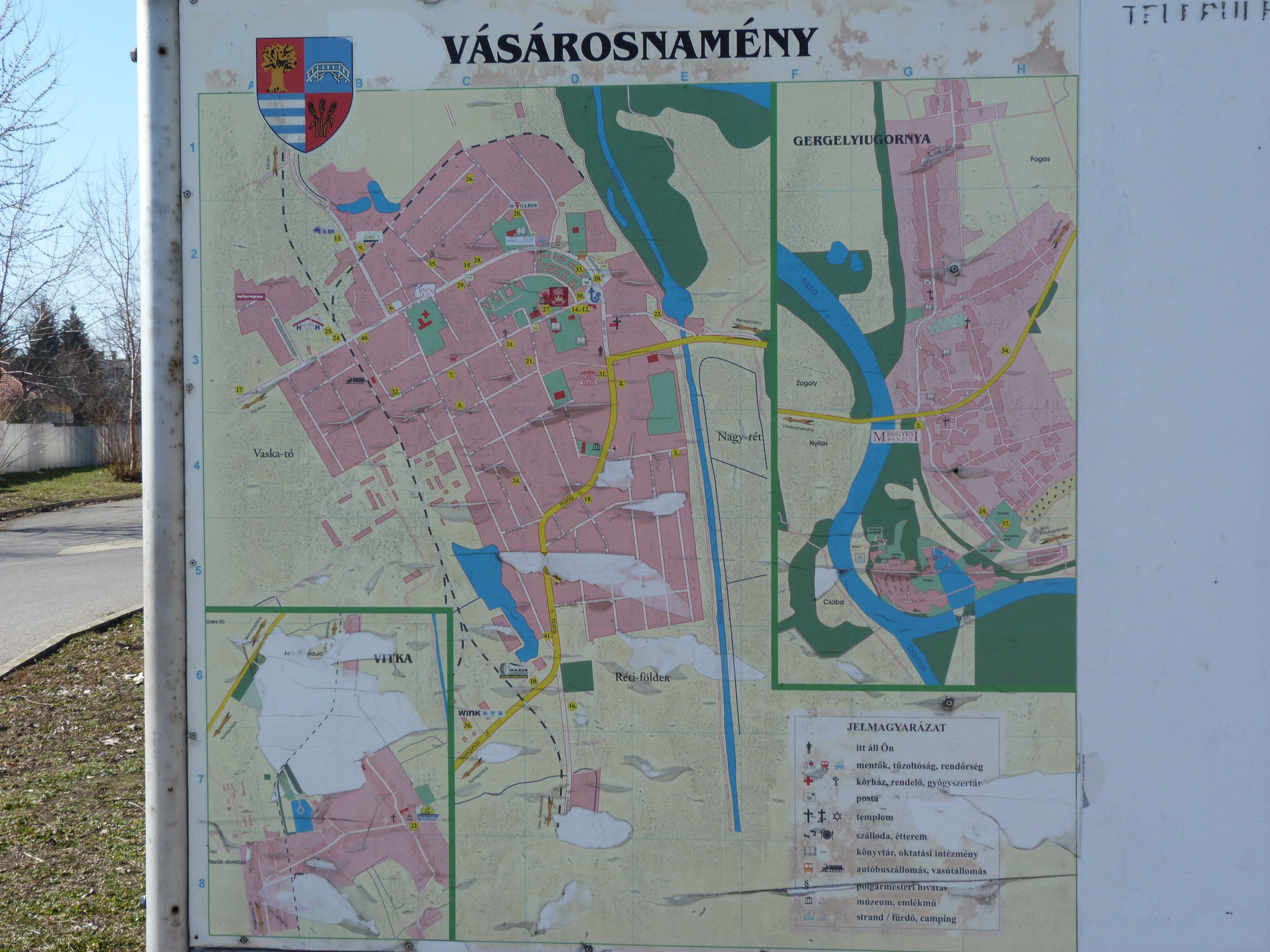
Vásárosnamény térképe

A vármegye keleti részén, a Nyírség és Bereg kistájak határán helyezkedik el, a Kraszna és a Szamos folyók tiszai torkolatánál. A város központi része az itt csatornaszerűen egyenes mederben lefutó Kraszna bal partján terül el; különálló városrésze Gergelyiugornya, amely a Tisza jobb parti oldalán, tehát már a beregi részen fekszik.
A közvetlenül szomszédos települések: észak felől Tiszaszalka, észak-északkelet felől Vámosatya és Gelénes, északkelet felől Tákos, kelet felől Jánd, délkelet felől Olcsvaapáti, dél felől Olcsva és Nagydobos, délnyugat felől Pusztadobos, nyugat-délnyugat felől Nyírmada, nyugat felől Ilk, északnyugat felől pedig Kisvarsány.
A térség fontosabb települései közül Mátészalka 20, Baktalórántháza 24,5, Vaja 18, Nyírbátor 38, Rohod 18, Aranyosapáti 11, Beregsurány 22,5, Tiszaszalka pedig 11 kilométer távolságra található.

### Megközelítése
Legfontosabb közúti megközelítési útvonala, itteni szakaszának átadása óta az M3-as autópálya, amely (a 2022-es állapot szerint) a délnyugati határszéle közelében ér véget. Nyíregyháza, illetve Beregsurány felől a 41-es főúton érhető el a legegyszerűbben, ez a központján és Gergelyiugornya városrészen is keresztülhalad.
Mátészalka felől (Ópályi–Nagydobos érintésével) a 4117-es, Kisvárda felől (az Anarcs–Szabolcsbáka–Gemzse–Ilk-útvonalon) a 4108-as, Záhony felől pedig, a Tuzsér–Mándok–Mezőladány–Újkenéz–Aranyosapáti–Gyüre–Nagyvarsány–Kisvarsány-útvonalon, a 4115-ös úton érhető el. Olcsva térségével és délebbi szomszédaival a 4119-es út kapcsolja össze. Gergelyiugornya városrészt a 41-es főúton felül még a 4113-as út szeli át, az köti össze Lónyával és Tarpával is.
Vasúton a 116-os Vásárosnamény–Nyíregyháza és a 111-es számú Mátészalka–Záhony-vasútvonalon érhető el. Vásárosnamény vasútállomás a város központjának északnyugati részén helyezkedik el, közúti elérését a 4108-as útból kiágazó 41 318-as számú mellékút (Rákóczi út) teszi lehetővé.

## Története
A település és környéke a régészeti leletek tanúsága szerint már ősidők óta lakott helynek számít, kora Árpád-kori település, első fennmaradt írásos említése 1214: Numen. A név német eredetű személynévből származhat, magyar névadással. A környék régóta lakott számos rézkori és bronzkori lelet tanúsága szerint.
Első ismert birtokosai a Lónyayak, akik a hagyomány szerint honfoglaló magyar nemzetség voltak. A Lónyay nevet a közeli Lónyáról vették fel, családi fészkük Nagylónyán volt.
Legelőször tehát Namény neve tűnik föl, majd 1389-ben Ugornya, 1425-ben Gergelyi települést említik az oklevelek.
1418-tól már vásártartási joga is van, innen ered nevének „vásáros” előtagja. 1494-ben már mezővárosként van említve.
A Rákóczi-szabadságharchoz a Bereg és Tiszahát népe 1703-ban elsőként csatlakozott. II. Rákóczi Ferenc serege 1703. július 17–18-án itt, Naménynál kelt át a Tiszán, s a fejedelem innen szólította csatlakozásra a vármegyék nemességét.
Namény az 1700-as évek elejétől az Eötvös család birtoka volt, s birtokosa maradt egészen 1945-ig. Az 1848–49-es forradalom és szabadságharcban a főnemesi származású Eötvös család Naményban élő tagjai is aktív szerepet vállaltak: Tamás beregi főispán és Mihály nevű testvére kormánybiztos lett. A szomszédos Vitkán élő Doby testvérek néphonvédként harcoltak Bem seregében.
1923-ig, majd 1940 és 1944 között ismét Bereg vármegye része volt, a két időszak között, illetve 1945 után osztozott a Magyarországnak ítélt beregi rész közigazgatási változásaiban.
1978-ban nyilvánították várossá.

### Érdekességek
- 2013. március 17-én itt mérték az év legalacsonyabb hőmérsékleti értékét. Ezen a napon -18,2 fokot mutattak a hőmérők a városban.[5]

## Közélete

### Polgármesterei
- 1990–1994: Hegedűs Antal (MDF)[6]
- 1994–1998: Hegedűs Antal (MDF-KDNP-FKgP)[7]
- 1998–2002: Jüttner Csaba (független)[8]
- 2002–2006: Jüttner Csaba (SZDSZ-MSZP)[9]
- 2006–2010: Jüttner Csaba (SZDSZ)[10]
- 2010–2014: Filep Sándor (Fidesz-KDNP)[11]
- 2014–2019: Filep Sándor (Fidesz-KDNP)[12]
- 2019–2024: Filep Sándor (Fidesz-KDNP)[13]
- 2024– : Filep Sándor (Fidesz-KDNP)[1]

## Népesség
A település népességének változása:
| Lakosok száma | 8831 | 8673 | 8618 | 8153 | 7922 | 7976 | 7895 |
|               | 2013 | 2014 | 2018 | 2021 | 2022 | 2023 | 2024 |

2001-ben a város lakosságának 96%-a magyar, 4%-a cigány nemzetiségűnek vallotta magát.
A 2011-es népszámlálás során a lakosok 83,1%-a magyarnak, 4,8% cigánynak, 0,3% németnek, 0,3% ukránnak mondta magát (16,8% nem nyilatkozott; a kettős identitások miatt a végösszeg nagyobb lehet 100%-nál). A vallási megoszlás a következő volt: református 46,5%, római katolikus 15,1%, görögkatolikus 3,9%, evangélikus 0,2, felekezeten kívüli 6,9% (24,8% nem válaszolt).
2022-ben a lakosság 91,9%-a vallotta magát magyarnak, 1,4% cigánynak, 0,9% ukránnak, 0,1-0,1% németnek, örménynek, bolgárnak, ruszinnak, szlováknak, románnak és lengyelnek, 1,9% egyéb, nem hazai nemzetiségűnek (7,9% nem nyilatkozott; a kettős identitások miatt a végösszeg nagyobb lehet 100%-nál). Vallásuk szerint 11,4% volt római katolikus, 43,8% református, 4,5% görög katolikus, 1,7% egyéb keresztény, 0,1% evangélikus, 0,1% ortodox, 4,9% felekezeten kívüli (33,1% nem válaszolt).

## Városrészek

### Vitka
Vitka 1969-ig önálló község volt Vásárosnaménytól délre. Ősidők óta megtelepült hely, amelyet az alatta folyó Kraszna új medrének ásásánál előkerült urnák, cserepek bizonyítanak. Nevét az oklevelekben 1334-ben említik először, ekkor Vydka alakban írták; 1449-ben Wythka alakban tűnik fel ismét. A 13. században a Vitkai család birtoka, amely 1412-ben új királyi adományt kap rá, és a 19. század elejéig a település fő birtokosa marad. A 15. században rajtuk kívül a Kaplon nemzetségbelieknek is volt benne részbirtoka, de 1498-ban Baktay Mátét is birtokosai közt találjuk. 1542-ben Szentdemeteri Bessenyei Márton, 1543-ban Vay Mihály, 1550-ben Kákonyi Péter, 1554-ben Perényi Mihály, 1560-ban Ilosvay Mihály, Uray Albert, Péter és Tamás és Szennyesi Imre, 1573-ban Dálnoki Székely, 1604-ben Kérchy, 1630-ban az Osgyáni Bakos és Lónyaiak, 1662-ben a Verebélyi család kapott nádori vagy királyi adományt egyes részeire.
Vitkát a 18. század elején a gróf Károlyiak szerezték meg. A 19. század elején földesurai a Vitkay, gróf Károlyi, Vay, Lencsés, Makó, Bégányi családok, később az Eördögh család is. Az 1800-as évek végén, az 1900-as évek elején Újhelyi Mihálynak (+1904) is van itt birtoka.
A település római katolikus temploma 1748-ban épült, majd 1815-ben újra átépítették. Református templomát 1871-ben építették.

### Gergelyiugornya
Gergelyiugornya a Tisza jobb partján fekszik, 1969 óta tartozik Vásárosnaményhoz. A település leginkább tiszai strandjáról, termálfürdőjéről és minden évben megrendezésre kerülő Tisza Party rendezvénysorozatról ismert, de fontos állomása a Tisza-túráknak is.

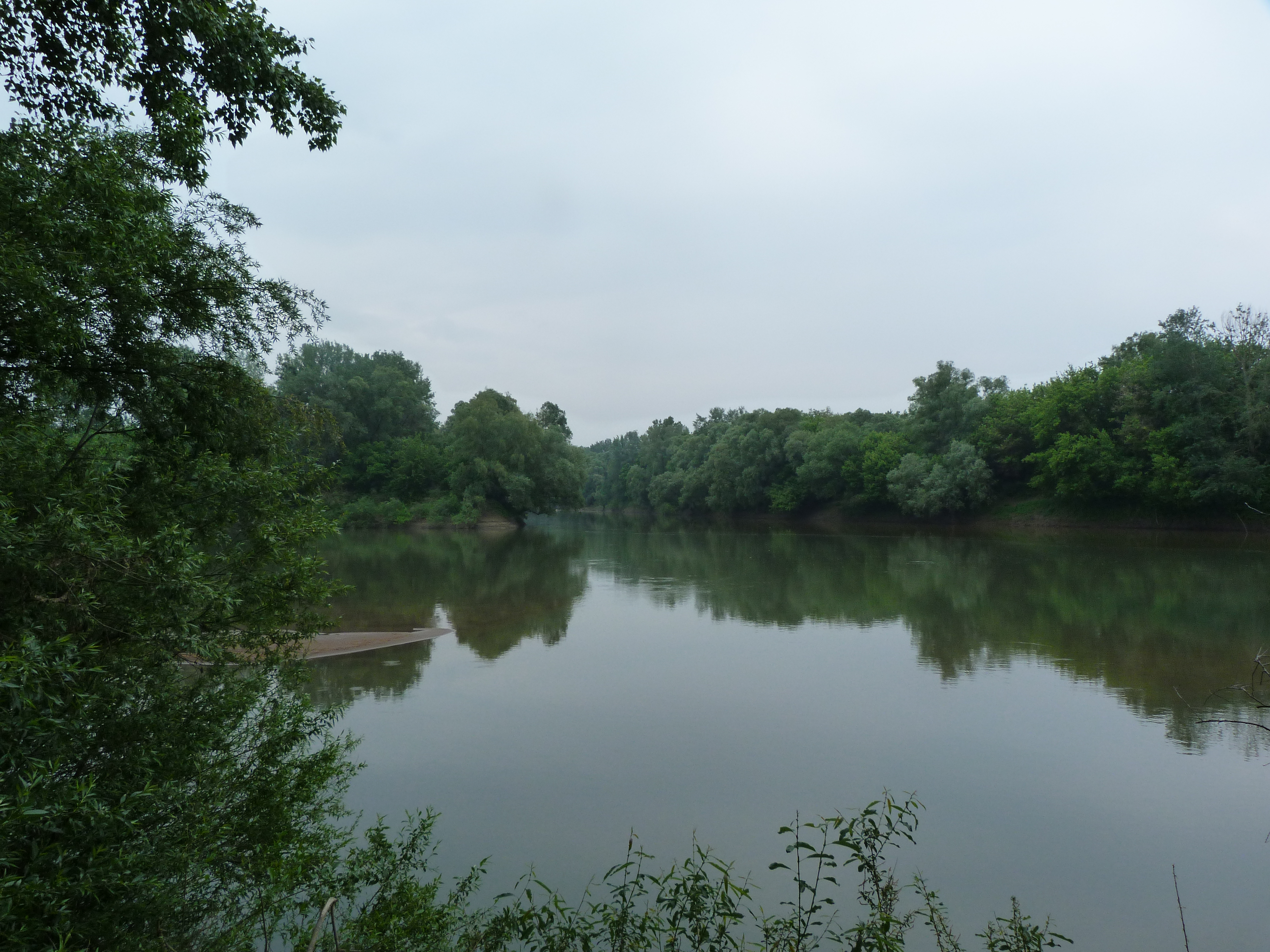
A Tisza és a Szamos összefolyása Gergelyiugornyánál
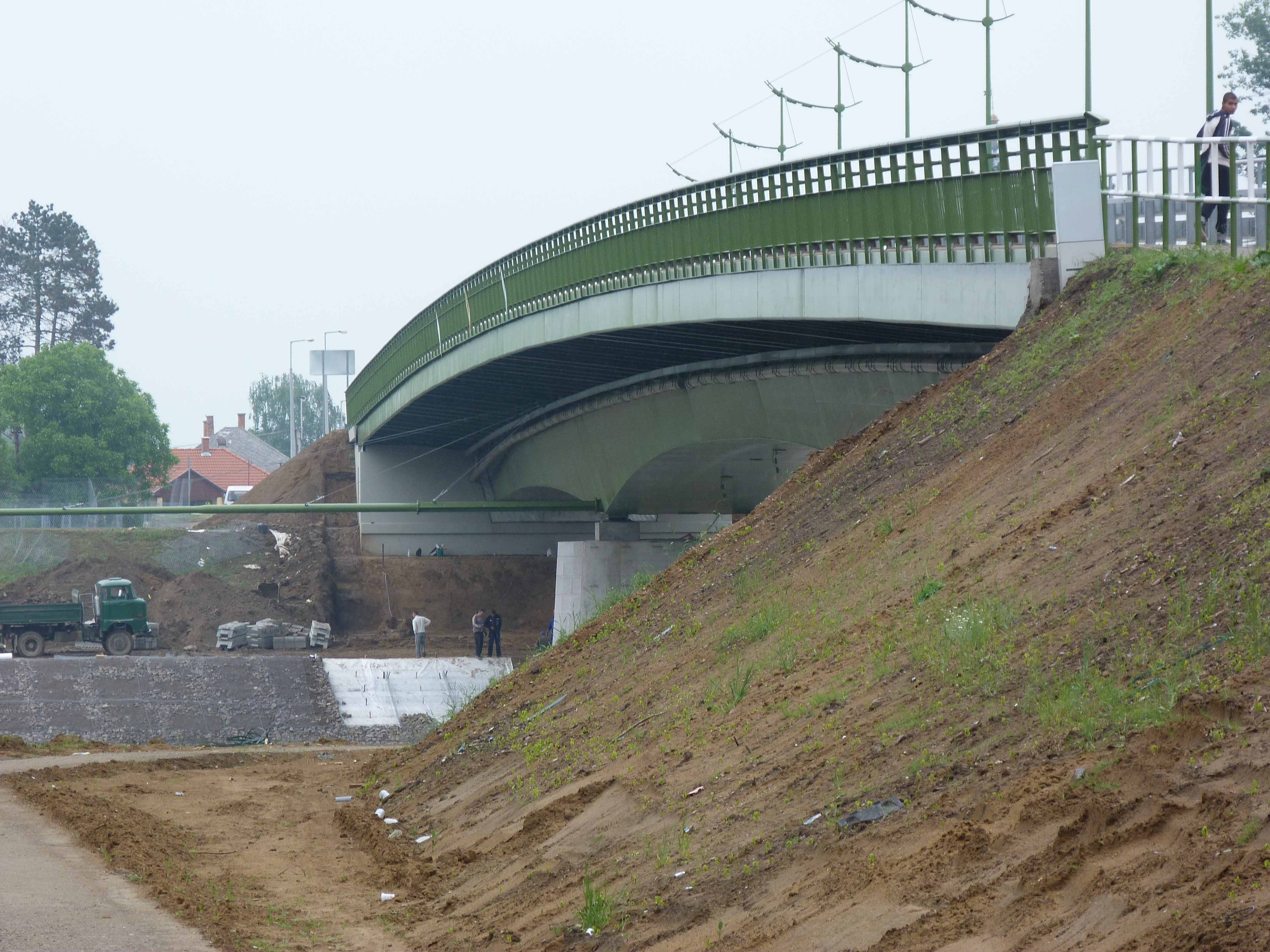
A Tisza felett átívelő új II. Rákóczi Ferenc híd a 41-es főúton

## Nevezetességei
- Református templom: A 16. században épült, 1937-ben lebontották. A régi templomból megmaradt emlékek: záróköve, amely Isten bárányát ábrázolja, Lónyay Zsuzsanna 1620-ból való epitáfiuma
- Római katolikus templom: Barokk stílusban épült 1795 és 1815 között. Egyhajós, tornya a homlokzat előtt épült. A templomot Nagyboldogasszony tiszteletére szentelték fel.
- Tomcsányi-kastély: II. Rákóczi Ferenc 1703-ban itt megszállva bocsátotta ki a „naményi pátenst”, amelyben hadba hívta a szabolcsi nemességet. A 17. század első harmadában építtették az árkádos tornácú, négytornyos, sarokszobás rezidenciát. 1728 körül bővítették, s ifjabb Lónyay László alakította át mai barokk formájára. Az államosítás után hadkiegészítő parancsnokság, később kollégium volt a kastélyban. Trianontól az államosításig a felvidéki Tomcsányi család lakott a kastélyban, akik házassággal kerültek a Lónyayakkal rokonságba. 1986-tól 2005-ig üresen állt. A leromlott épületet 2007-ben uniós pályázat segítségével újították fel, jelenleg a Beregi Múzeumnak ad otthont, melyen állandó kiállítása: „Bereg kincsei”. Régészeti, népművészeti és öntöttvaskályha-gyűjteménye mellett iskolatörténeti kiállítás is látható itt.[3]
- Eötvös-kúria – 1720-ban építtette Eötvös Miklós. Az épületet a 19. században bővítették ki.
- A málenkij robotra elhurcoltak emlékműve
- A város nevét viseli a Naményi piros almafajta, amelyet itt nemesítettek ki az 1970-es években.

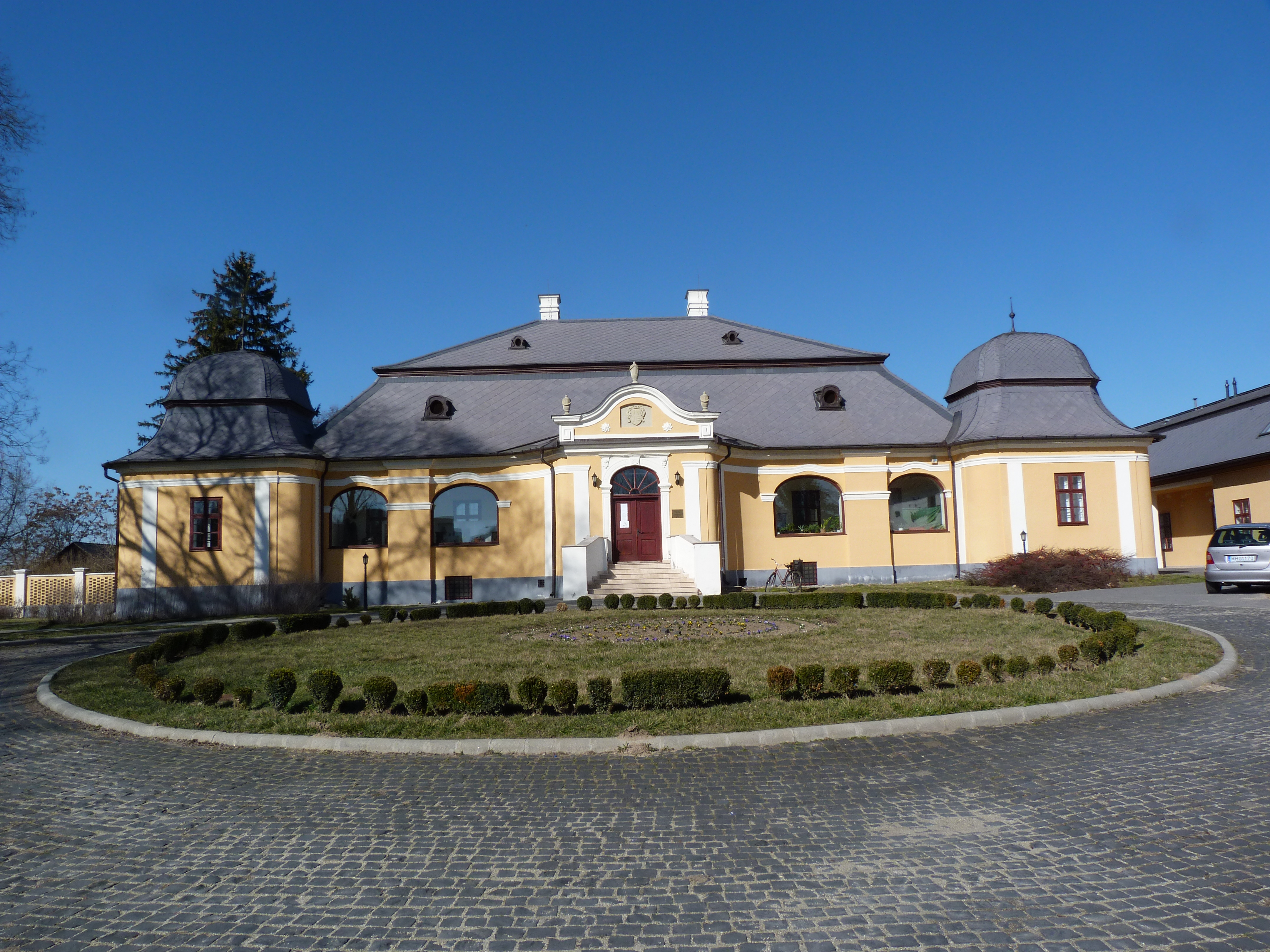
A Tomcsányi-kastély
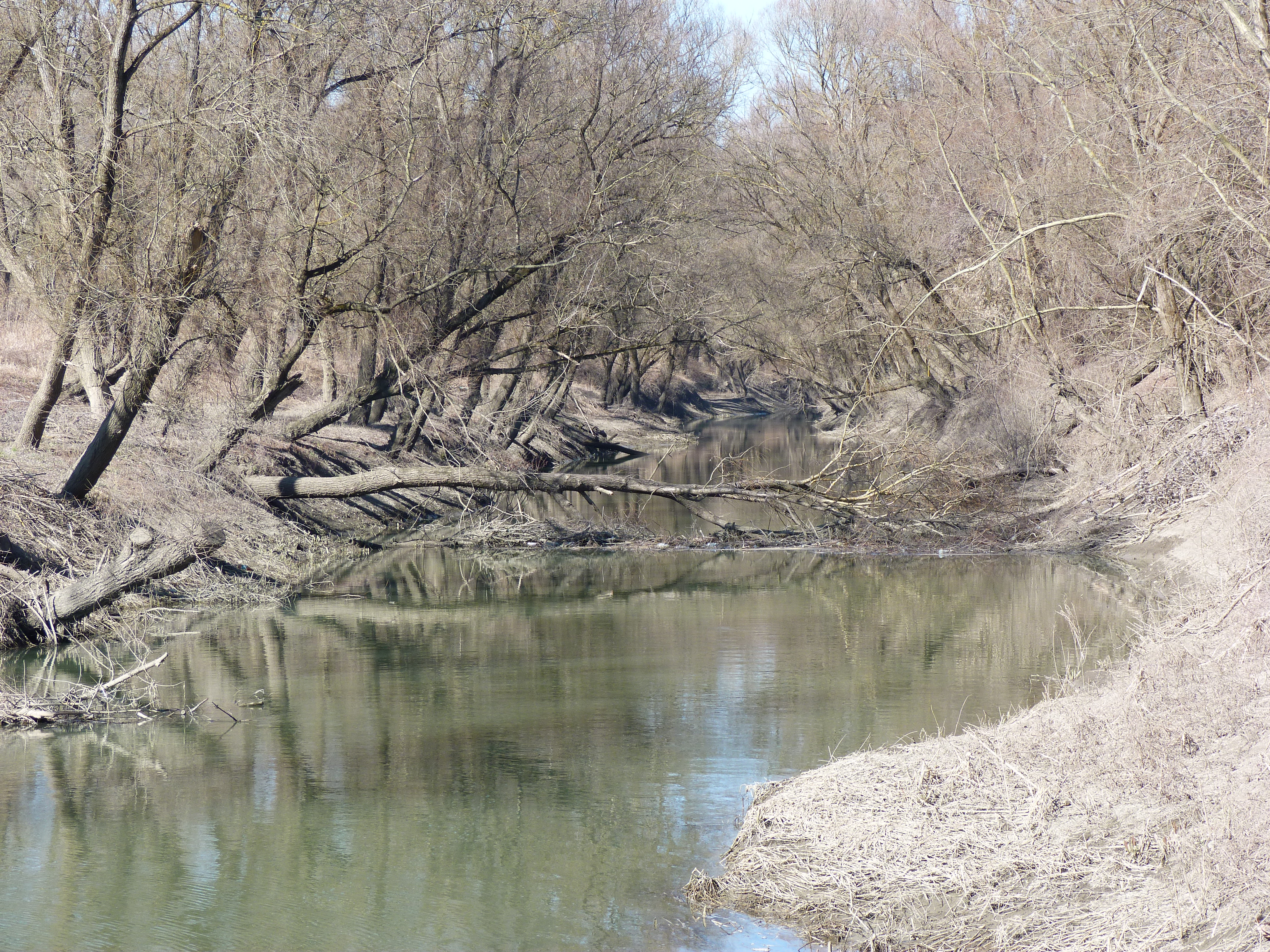
A Kraszna Vásárosnaménynál
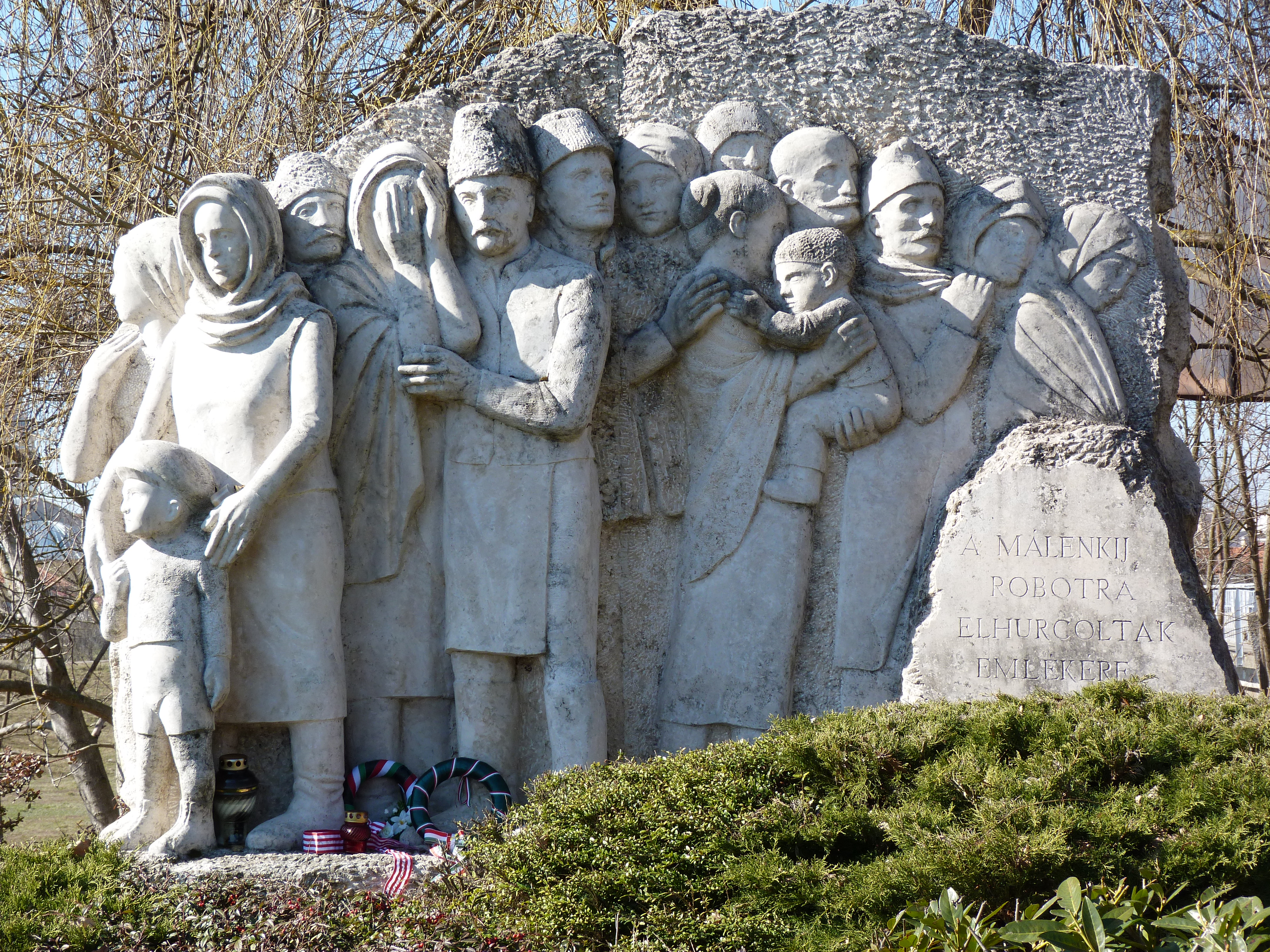
Málenkij robotra elhurcoltak hurcoltak emlékműve
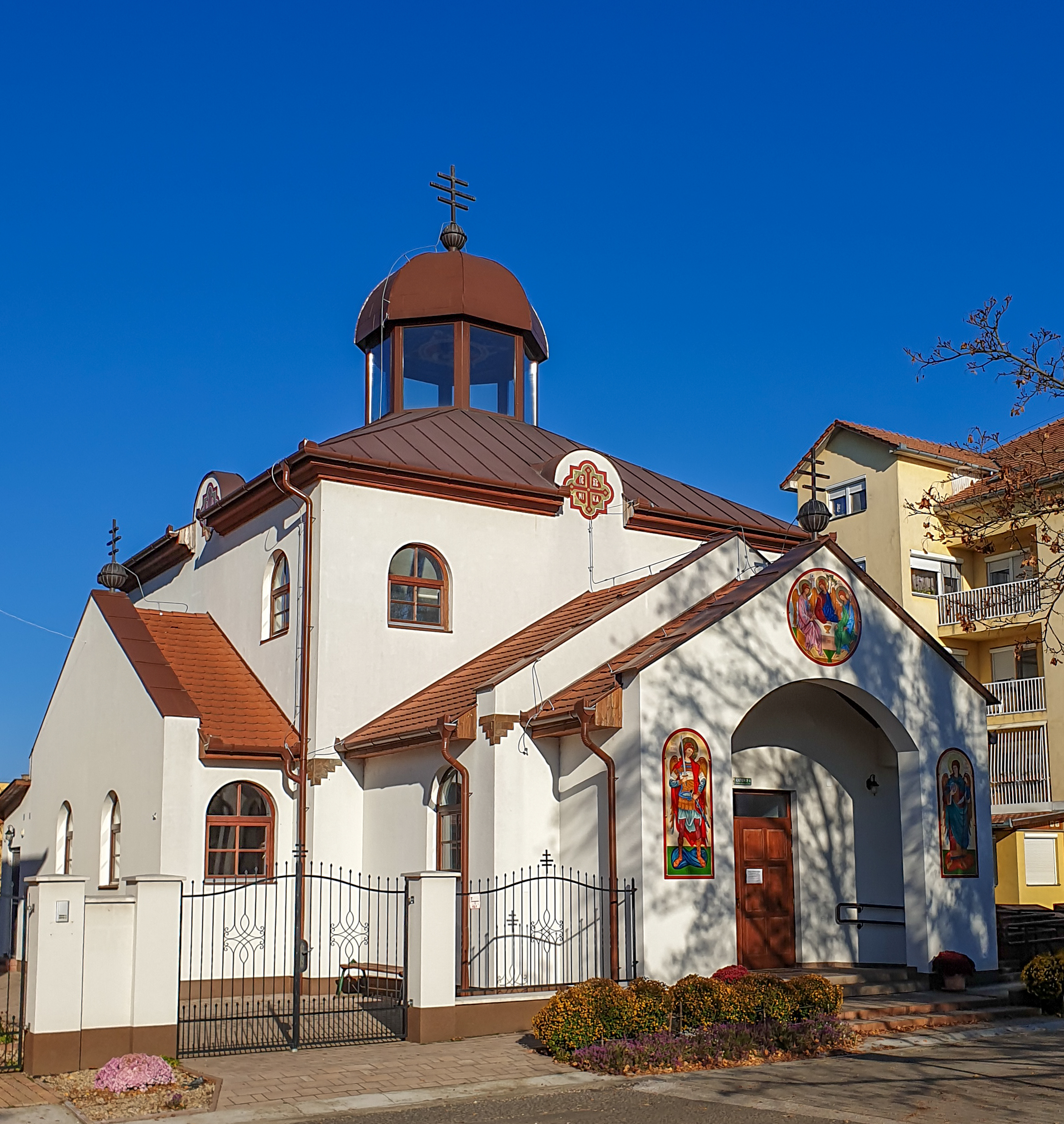
Görögkatolikus templom Vásárosnaményban
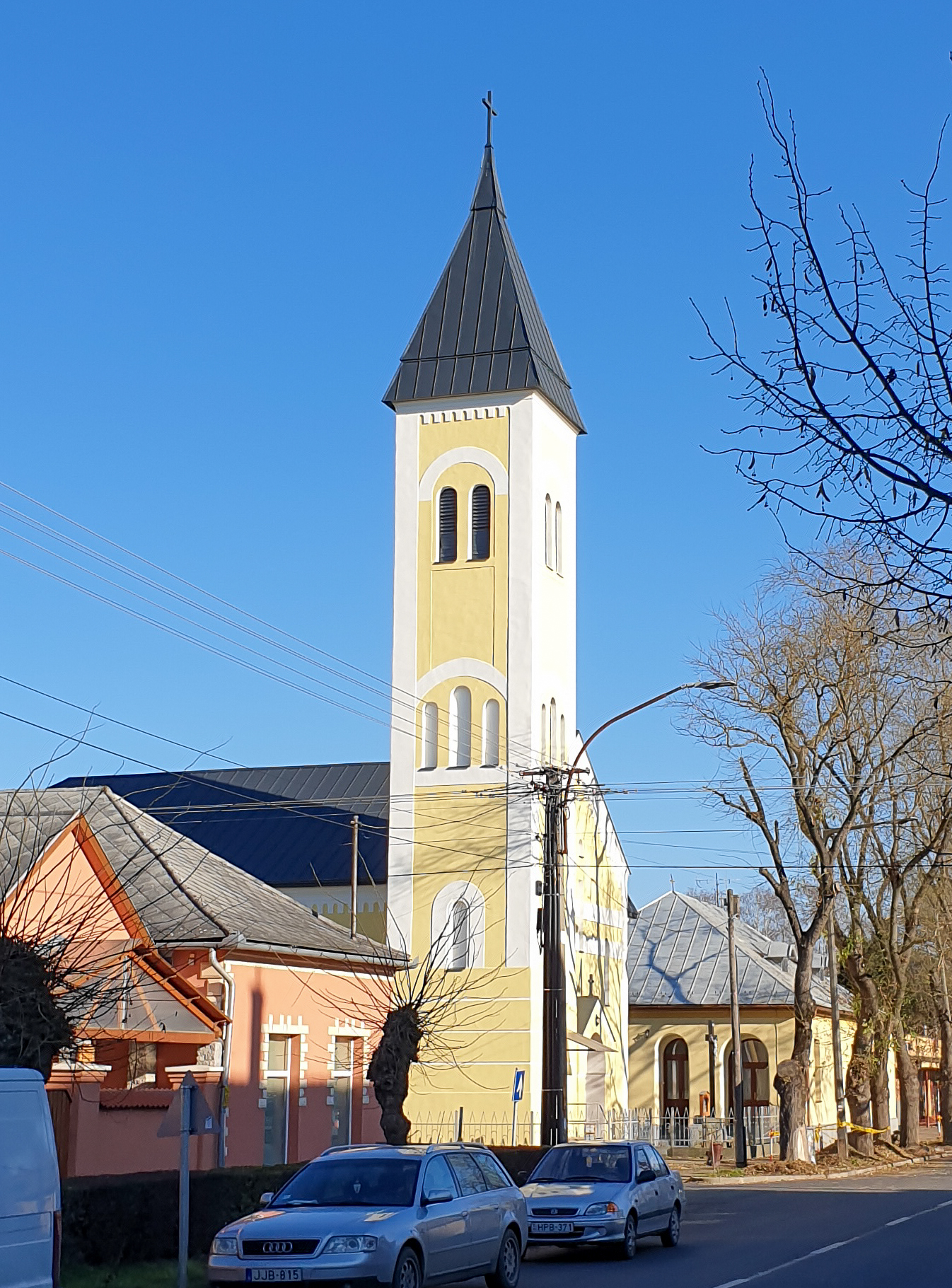
Római katolikus templom
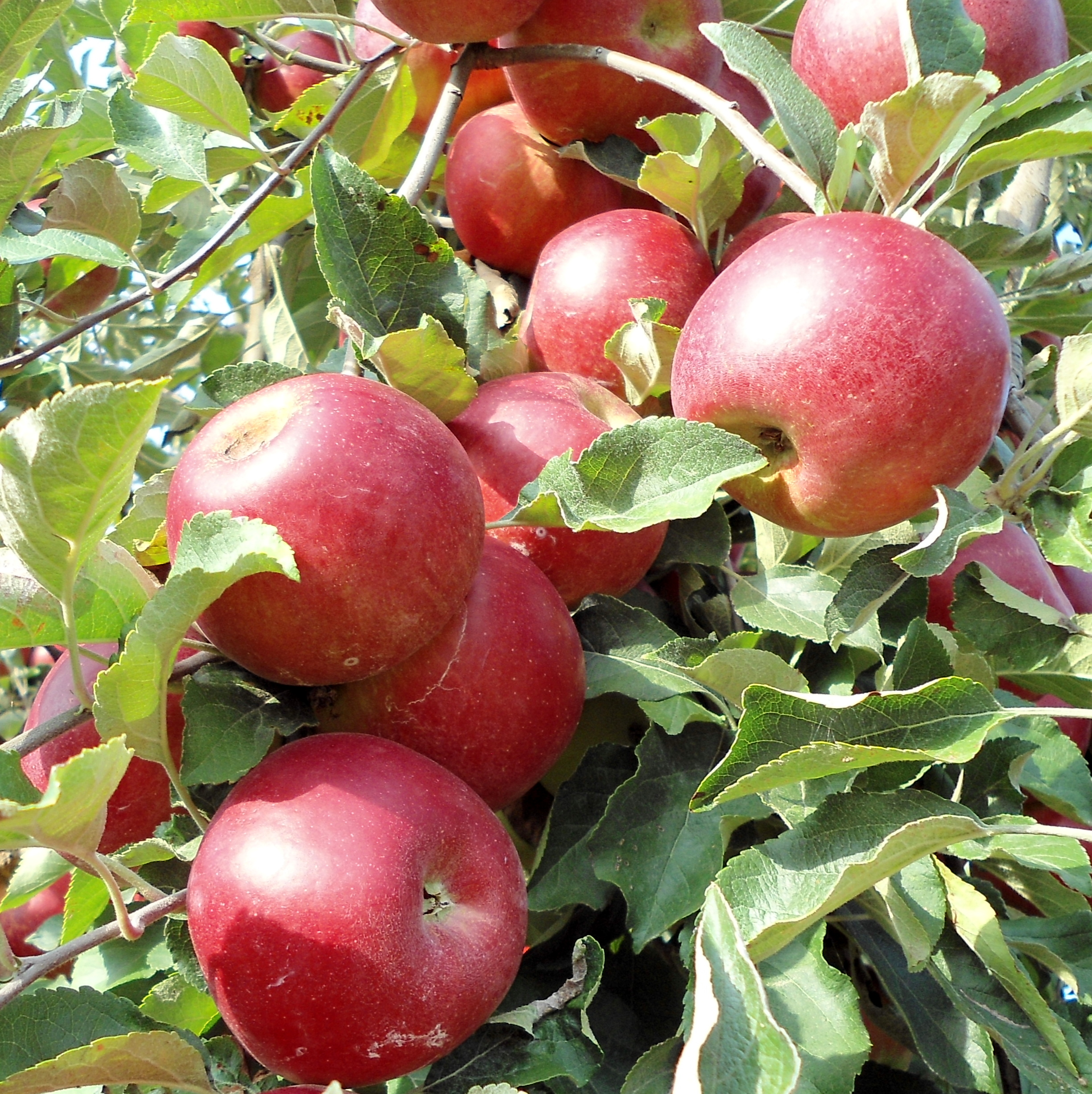
Naményi piros alma

## Kultúra

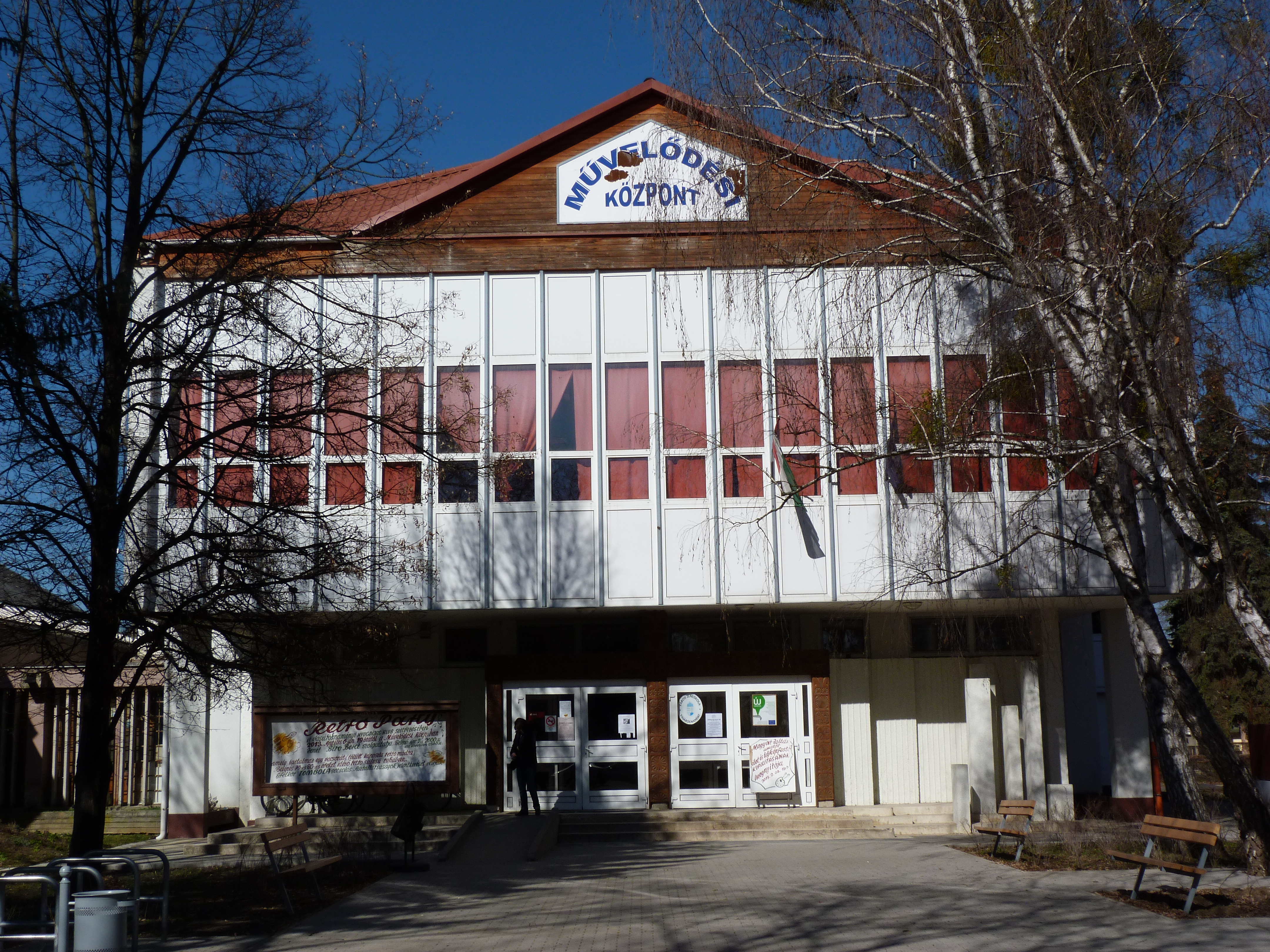
Művelődési ház

### Zene
1955-ben a helyi ÁFÉSZ megnyitotta a „Csipke” éttermet. Népi zenekar szórakoztatta a helyi és a környékbeli szórakozni vágyó közönséget. A zenekar tagjai: Murzsa Bertalan zenekarvezető prímás, Szabó Jenő cimbalom (Bangó Margit édesapja), Balogh Pál nagybőgő, Tóth Adolf klarinét, Balogh Ignác kontra, Varga János (Biguli) brácsa. A zenekar hosszú ideig (a nyugdíjas korukig) kiváló eredményeket értek el a különböző területi versenyeken.
1964-ben a II. Rákóczi Ferenc Gimnázium tanulói megalakították a „TÁJFUN” zenekart Katona László (Harmonika) vezetésével. A zenekar tovább lépett és új stílust, a „Beatles” irányzatot kívánta utánozni (Néha sikerült). Katona kilépése után a vezetést Tóth Andor (Bütyök) vette át (szólógitár), Eördögh György akkord gitár ének, Csatlós Pál szaxofon, és más fúvós, Benczik Sándor (Picus) trombita. Káté Antal (Sandi) dob, Koncz Márta és Kósa Éva vokál. A környéken rendezett bálokon, gimnáziumi rendezvényeken zenéltek. Az érettségi után a zenekar mai szóval „jogutód nélkül” megszűnt. A zenekarból egyedül Káté Antal maradt a pályán, vendéglátós zenészként folytatta.
Az 1960-as évek közepétől az 1970-es évek közepéig még fontos megemlíteni volt gimnáziumi barátokból alakult igazi BEAT zenekart amelynek évek alatt a tagjai voltak: Gönczi Ferenc (szólógitár - †2023), Horváth István (basszusgitár), Benczik Sándor (ének, basszusgitár, gitár), Baráth Szabolcs (gitár - †1995), Horváth István (basszusgitár), Újvári József (dob) és még több zenész aki csak rövidebb ideig játszott. Repertoárjukat az akkori idők igazi beat slágerzenéje alkotta, de sok igazán sikeres virtuóz módon adaptált rock számot Deep Purple, Free, Creedence Clearwater Revival stb.) is játszottak. Ők is úgymond „jogutód nélkül” szűntek meg.
1978-ban megalakult a Lokátor RT rockzenekar. Tagjai: Szolnok István (dob, ütőhangszerek - † 2023), Baráth Csaba (basszusgitár - † 2023), Baráth István (ének - † 2017), Kádár János József (gitár) és kezdetben rövid ideig Czapp Ferenc (gitár). A 70-es évek végétől a 80-as évek elejéig a térség meghatározó zenekara volt. A repertoárjuk elsősorban a rock zenénére épült. Az akkori időkben az ifjúsági szervezetek által rendezett bálokon – a mai szóhasználatban „bulikon” – szerepeltek elsősorban. Hosszú évekig nem léptek fel közönség előtt. Később fiatalabb helyi zenészekkel Tóth József (gitár, ének), Szakács Ferenc (basszusgitár) majd Koncz Imre (ének, gitár), Tóth József (gitár), Csonka László (billentyűsök, ének), Hurai Mihály (dob) történt több próbálkozás a megújulásra. Sajnos mindezek ellenére 1995-ben az együttes végleg feloszlott.

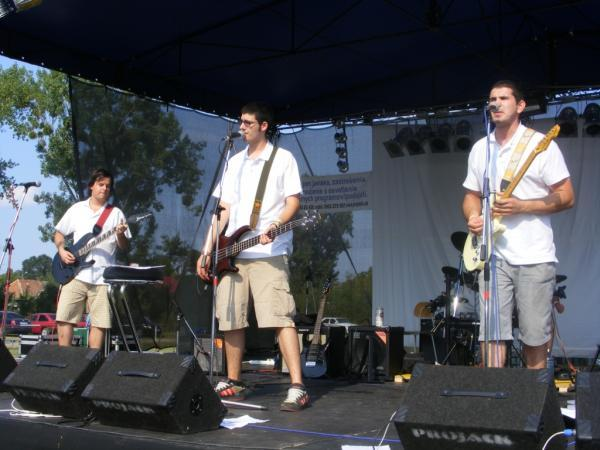
Check-Point zenekar

2007-ben nagyjából egyidejűleg két zenekar is megalakult.
5Pont (Five) és a Check-Point zenekar. Az 5pont első felállása: Vass István Zoltán (dob), Koncz Imre (ének, billentyű), Lelkes Bertalan (gitár), Jüttner Csaba (gitár - † 2022), Bihari Botond (basszusgitár, vokál). Később Bertalan távozott a zenekarból és egy ideig 4 taggal működtek tovább, majd István is távozott és a helyét Kenderesi Tibor vette át és újra 5 tagúra bővült a zenekar hiszen Gerzon János belépett a zenekarba. Azóta Vass István vissza tért a dobok mögé, a basszusgitárt Butella Dániel vette át, és a zenekar énekese 2014-től Király Márk lett. Számos falunapon, rendezvényen felléptek. Zenéjük Hard Rock illetve magyar slágerek (Republic, Beatrice, P. Mobil stb.)
A Check-Point zenekart a kezdeti időkben Vass István Zoltán (dob), Lelkes Bertalan (gitár), Bihari Botond (basszusgitár, vokál), Deák Tamás Alfonz (gitár) alkotta, feldolgozásokat játszottak. Később Tamás helyére Gerzon János került és nem sokkal rá a zenekar elkezdett saját zenéket játszani. 2009-ben megjelent a zenekar első és eddigi egyetlen lemeze Tündértánc címmel. Zenéjük a soft rock, alternatív műfajba sorolható.

## Itt születtek, itt éltek

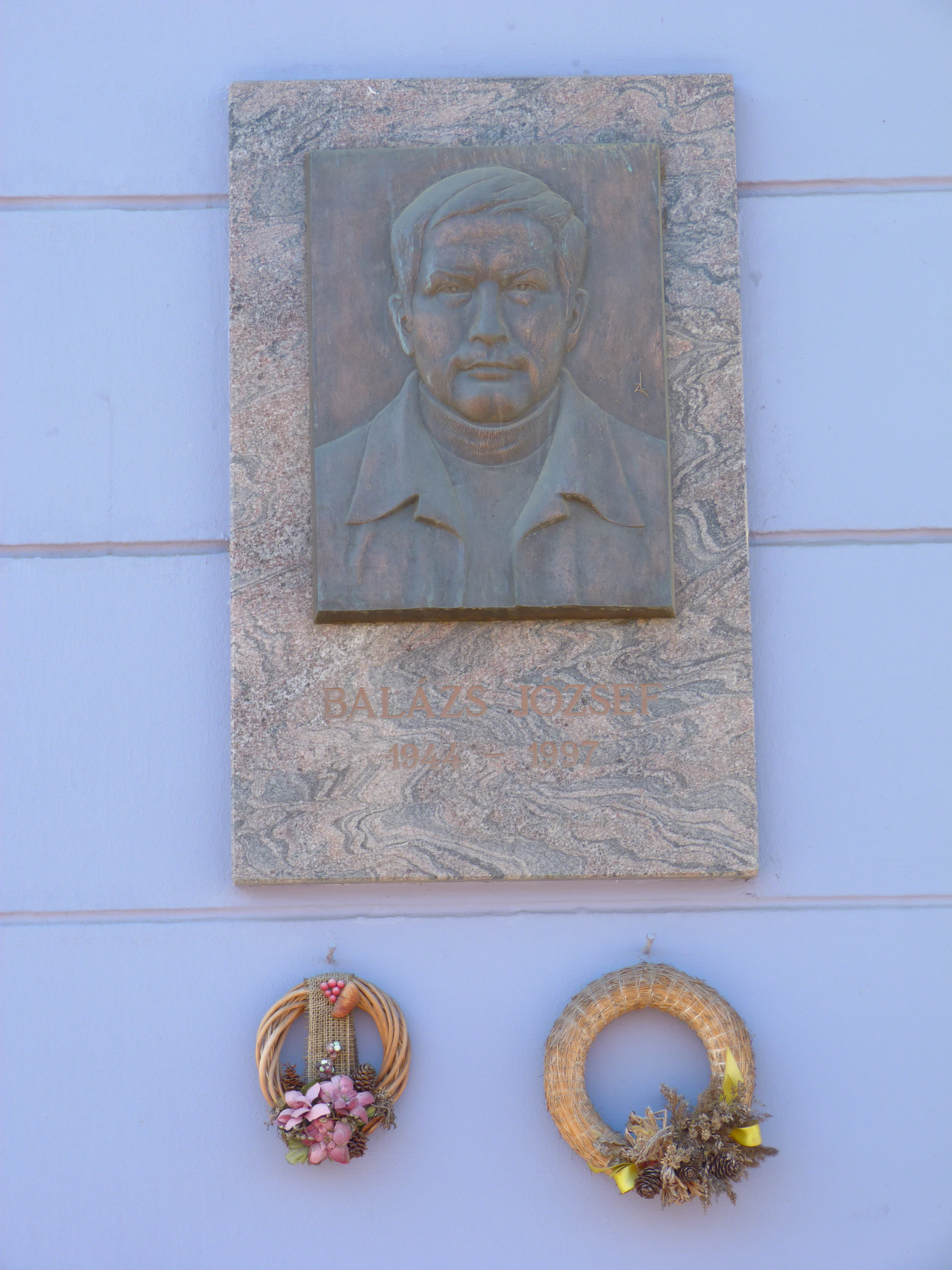
Balázs József emléktáblája

- Ámi Lajos (Vásárosnamény, 1886. október 2. – Apagy, 1963. augusztus 16.) mesemondó, a népművészet mestere;
- Balázs József (Vitka, 1944. március 19. – Budapest, 1997. október 13.) József Attila-díjas író, dramaturg, a könyvtár névadója;
- Bangó Margit (született Szabó, Vásárosnamény, 1950. április 4.) Kossuth-díjas nótaénekes;
- Csiszár Árpád (Fülesd, 1912. március 8. – Vásárosnamény, 1989. február 20.) református lelkész, etnográfus, múzeumigazgató, a Beregi Múzeum alapítója;
- Czomba Sándor (Vásárosnamény, 1963. augusztus 14. –) mérnök, politikus, országgyűlési képviselő, 2010-től 2015-ig foglalkoztatáspolitikáért felelős államtitkár;
- Dancs Lajos (Vásárosnamény, 1920. június 21. – Nyíregyháza, 1988. augusztus) ének-zene tanár, főiskolai tanár, népzenekutató;
- Füle Lajos (Cegléd, 1925. április 16. – Vásárosnamény, 2015. április 19.) költő, Ybl Miklós-díjas építészmérnök itt élt 1994-től haláláig;
- Gyöngyösi Ivett (Vásárosnamény, 1993. április 11.) zongoraművész;
- Illés István („Ayala”), (Vásárosnamény, 1956. szeptember 13. –) rendőrtiszt, előadóművész, humorista;
- Iványi Tamás (Nyíregyháza, 1959. október 19.) volt országgyűlési képviselő (SZDSZ), helyi önkormányzati képviselő, zenetanár, kórusvezető itt él 1984 óta[17];
- Kapu Tibor (Vásárosnamény, 1991. november 5.) gépészmérnök, a második magyar űrhajós;
- Kiss Sándor (Vásárosnamény, 1918. március 19. – Washington, 1982. szeptember 22.) kisgazda képviselő, a Parasztszövetség igazgatója, 1956-os emigráns;
- Ködöböcz Gábor (Vásárosnamény, 1959. augusztus 6.) irodalomtörténész, pedagógus;
- Lauka Gusztáv (Vitka, 1818. július 20. – Nagybecskerek, 1902. augusztus 23.) író, költő, humorista;
- Lónyay János (Vásárosnamény, 1796. december 15. – Nagylónya, 1859. november 19.), politikus, Bereg vármegyei alispán, Bihar és Bereg főispáni helytartója;
- Major Pál (Vásárosnamény, 1927. november 19. – Kecskemét, 1985. április 1.) színművész, érdemes művész;
- Miklós Elemér (Maroshévíz, 1935. június 17. – Vásárosnamény, 2024. július 10.) író, irodalmár, önkormányzati és megyei közgyűlési képviselő, alpolgármester, iskolaigazgató, a város díszpolgára;
- Schmidt Sándor (Huszt, 1942. december 13. – Vásárosnamény, 2022. január 22.) fafaragó, népi iparművész, a népművészet mestere itt élt 1942-től haláláig;
- Szerényi László (Vásárosnamény, 1980. február 10.) színművész, énekes, közgazdász-tanár;
- Szirota Jennifer (Vásárosnamény, 1993. július 20.) énekesnő;
- Takács Nóra (Vásárosnamény, 1984. szeptember 25.) műsorvezető, szépségszakértő, modell.

## Testvérvárosai
- Vammala, Finnország
- Ølgod, Dánia
- Nagykapos, Szlovákia
- Beregszász, Ukrajna
- Niš-Medijana, Szerbia
- Kozloduy, Bulgária
- Margitta, Románia